# Superintendentura Leszno Ewangelickiego Kościoła Unijnego
Superintendentura Leszno Ewangelickiego Kościoła Unijnego – jednostka organizacyjna Ewangelickiego Kościoła Unijnego w Polsce istniejąca w okresie II Rzeczypospolitej i obejmująca grupę gmin kościelnych (zborów) czyli parafii tego Kościoła, skupionych wokół Leszna w południowej Wielkopolsce.

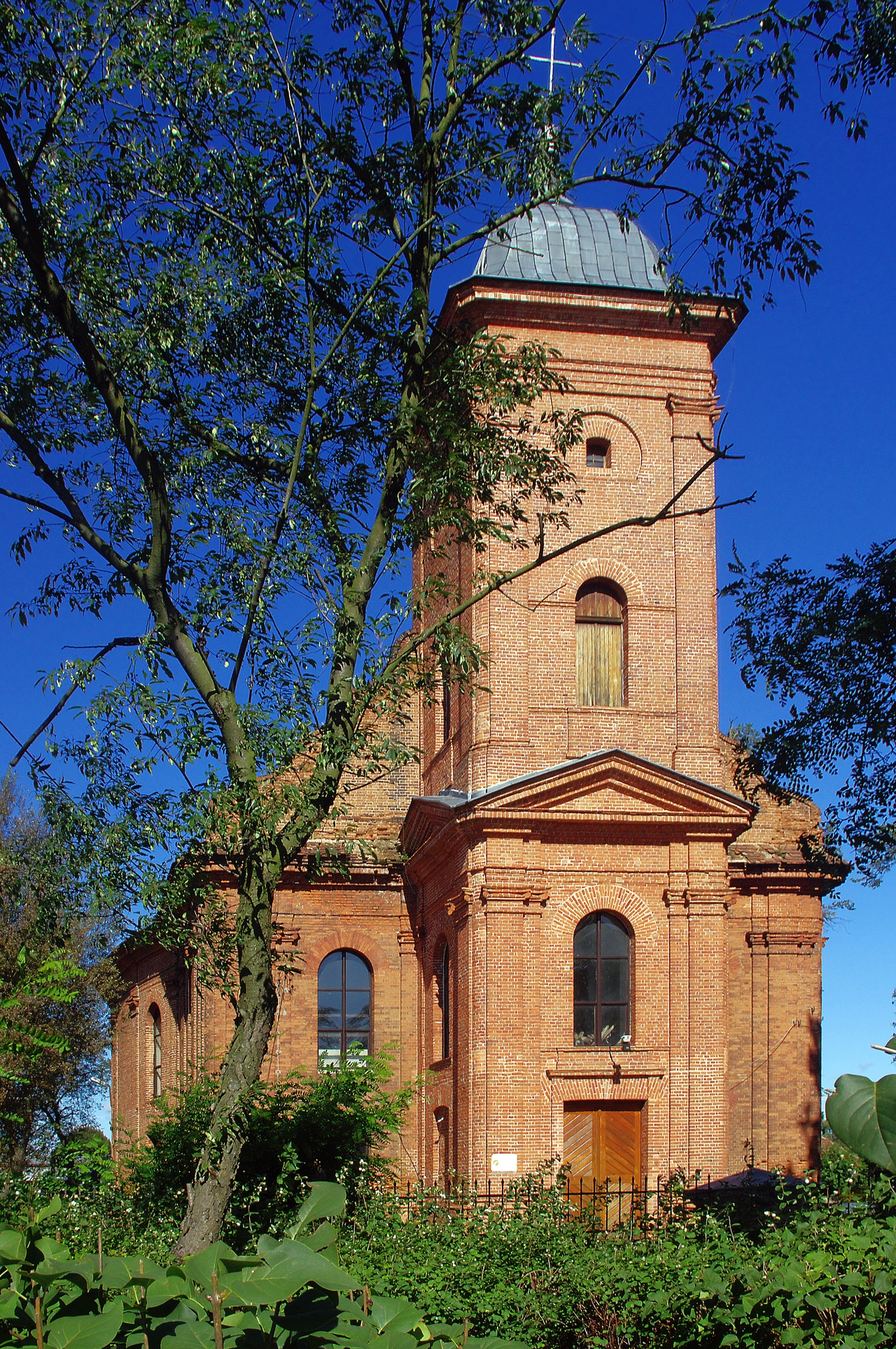
Kościół ewangelicki w Rydzynie

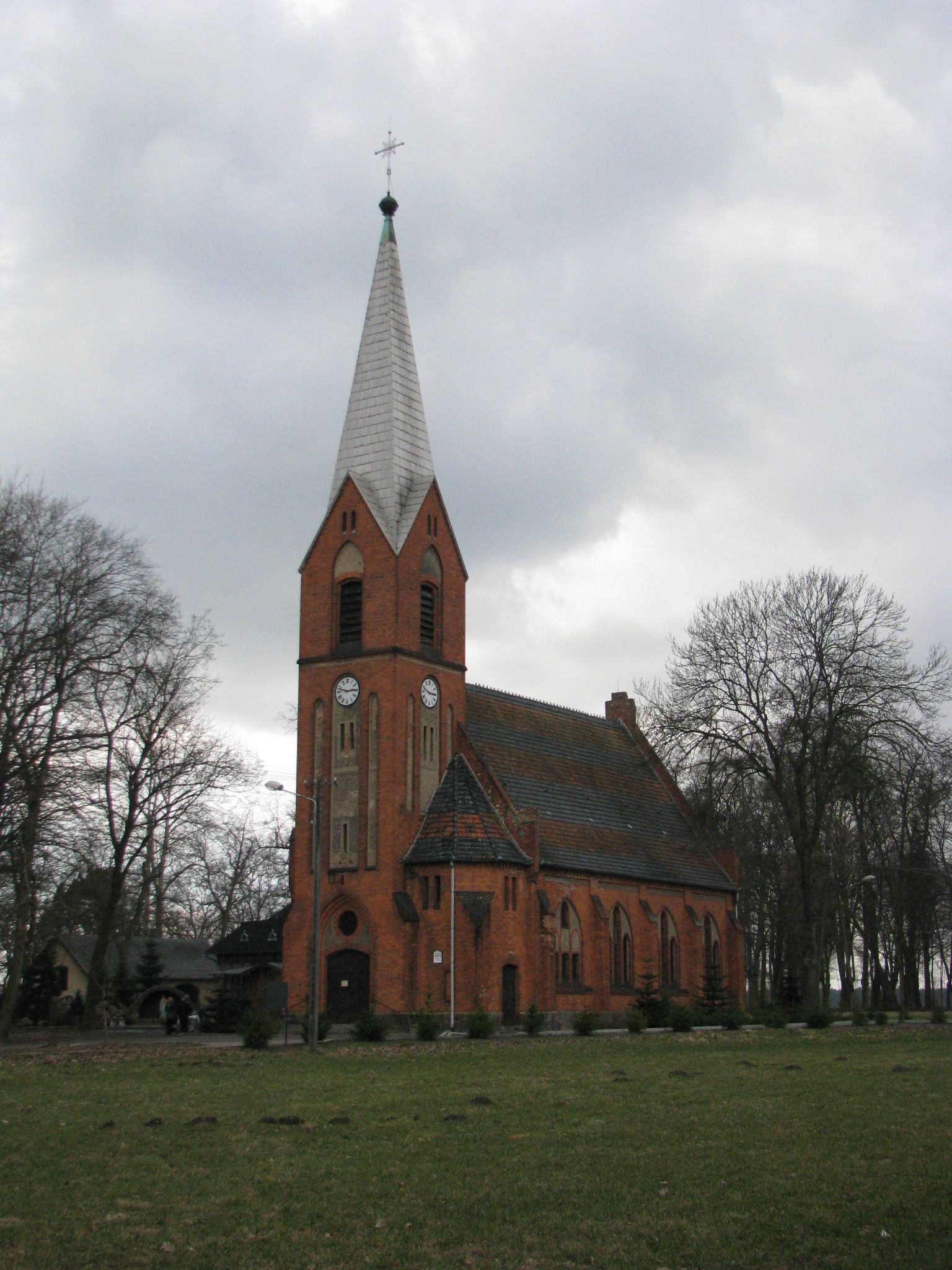
Kościół poewangelicki w Wilkowicach

## Dane statystyczne

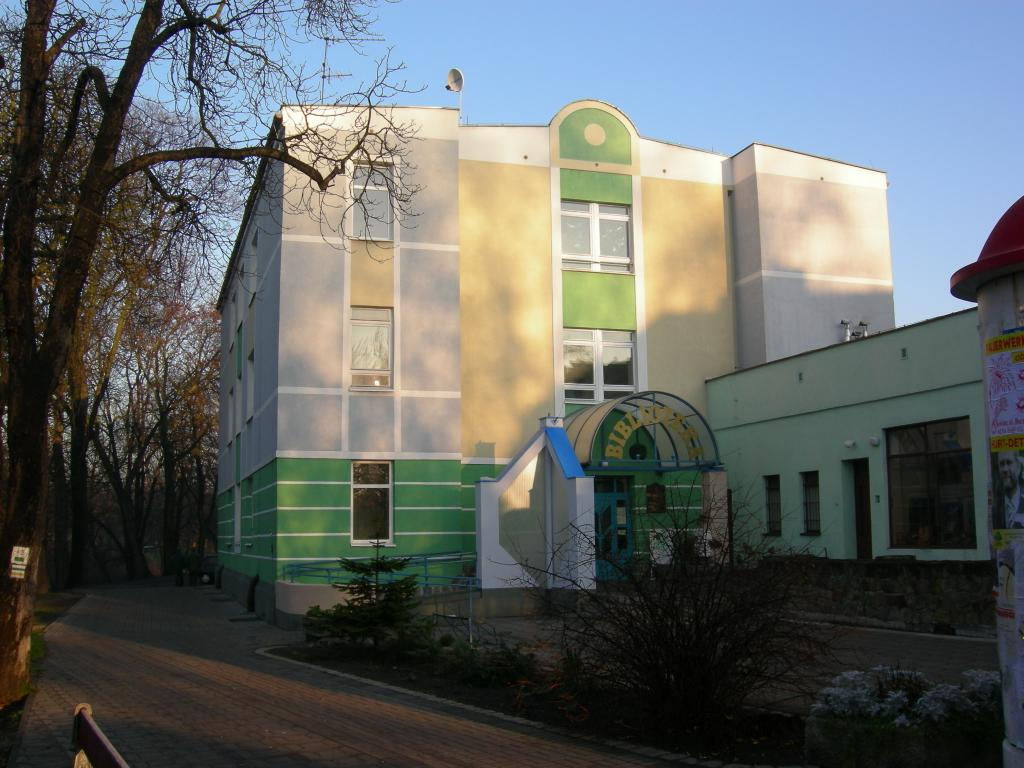
Budynek szkolny w Kościanie wzniesiony w oparciu o ruiny kościoła ewangelickiego

| Parafia                     | Liczba wiernych (1937) |
| --------------------------- | ---------------------- |
| Bojanowo Stare pow. Kościan | 481                    |
| Krzemieniewo pow. Leszno    | 507                    |
| Kościan                     | 245                    |
| Kotusz pow. Kościan         | 597                    |
| Leszno                      | 820                    |
| Lubliń pow. Kościan         | 265                    |
| Włoszakowice pow. Leszno    | 135                    |
| Miązkowo pow. Kościan       | 271                    |
| Racot pow. Kościan          | 110                    |
| Rydzyna pow. Leszno         | 1735                   |
| Śmigiel                     | 637                    |
| Osieczna pow. Leszno        | 595                    |
| Wilkowice pow. Leszno       | 361                    |
| Zaborowo pow. Leszno        | 92                     |